# Physarella oblonga
Physarella oblonga ist eine Schleimpilzart aus der Ordnung der Physarida und die einzige Art der Gattung Physarella. Sie ist weltweit verbreitet, in Europa aber nur durch sehr vereinzelte Funde bekannt, der Schwerpunkt ihrer Vorkommen sind die USA sowie die Tropen.

## Merkmale
Das Plasmodium ist gelb oder weiß. Die Sporokarpe stehen aufrecht bis nickend in Gruppen, sind meist gestielt und am Scheitel tief eingezogen oder bilden Plasmodiokarpe. Gestielt sitzen sie auf braunen bis rotbraunen Stielen, die bis zu 3 Millimeter hoch sind und einen Durchmesser von bis zu 0,5 Millimeter aufweisen. Sie sind hohl und längsfaserig, außen runzelig und mit wenigen, bräunlichen Kalkkörnchen versehen. Die  weisen einen Durchmesser von 0,6 bis 1,5 Millimeter und eine Gesamthöhe von bis zu 4 Millimeter auf. Der Hypothallus ist braun bis schwarzbraun und in seiner Ausdehnung auf die unmittelbare Stielbasis beschränkt.
Das Peridium ist makroskopisch grau, ocker bis olivfarben, im Durchlicht farblos bis hellgelb und mit weißlichen bis gelbbraunen Kalkschuppen besetzt. Es öffnet sich unregelmäßig lappig aufbrechend und biegt sich zum Stiel hin um, der innere Teil bleibt als hohle, hell gelblichbraune Pseudocolumella dauerhaft der Stielspitze verhaftet.
Das Capillitium besteht einerseits dünnen, durchscheinenden und einfach verzweigten Fäden von rund 1 Mikrometer Dicke, die sich durch das ganze Sporokarp ziehen und einzelne kalkhaltige Verdickungen aufweisen sowie dem Inneren des Peridiums anhaftende, ins Innere der Sporokarpwand ragende, stachelähnliche Elemente von bis zu 200 Mikrometer Länge und 50 Mikrometer Breite. Die 7 bis 8, selten bis 9 Mikrometer messenden Sporen sind in der Masse dunkelbraun, im Durchlicht hellbraun, an der Oberfläche feinwarzig mit deutlichen Gruppen dunklerer Warzen.

## Verbreitung
Physarella oblonga ist weltweit nachgewiesen. Nur vereinzelt aber fand es sich in Europa (Belgien, Frankreich, Italien, Spanien, Portugal). Weitere Funde stammen aus Ecuador, Indien, Sri Lanka, Südostasien, China, Japan, Australien sowie den USA und der Karibik. Als Schwerpunkt ihrer Vorkommen gelten die USA und die Tropen.
Sie findet sich auf Totholz und Falllaub, vergesellschaftet mit Cribraria violacea.

## Systematik und Forschungsgeschichte
Die Art wurde ursprünglich 1873 als Trichamphora oblonga erstbeschrieben. Seit 1882 steht sie dann in der eigenen Gattung Physarella.

## Nachweise
Fußnoten direkt hinter einer Aussage belegen die einzelne Aussage, Fußnoten direkt hinter einem Satzzeichen den gesamten vorangehenden Satz. Fußnoten hinter einer Leerstelle beziehen sich auf den kompletten vorangegangenen Text.
1. 1 2 3 4 5 6  
Hermann Neubert, Wolfgang Nowotny, Karlheinz Baumann, Heidi Marx: Die Myxomyceten Deutschlands und des angrenzenden Alpenraumes unter besonderer Berücksichtigung Österreichs. Bd. 2, Karlheinz Baumann Verlag, Gomaringen 2000, ISBN 3-929822-01-6, S. 223–224.